# فاربورغ
واربورغ (بالألمانية: Warburg) هي بلدة ألمانية تقع في هوكستر في ألمانيا. يقدر عدد سكانها بـ 23,688 نسمة .

## المدن التوأمة
مدن Prochowice وLedegem هي مدن توأمة لـواربورغ.

## معرض صور

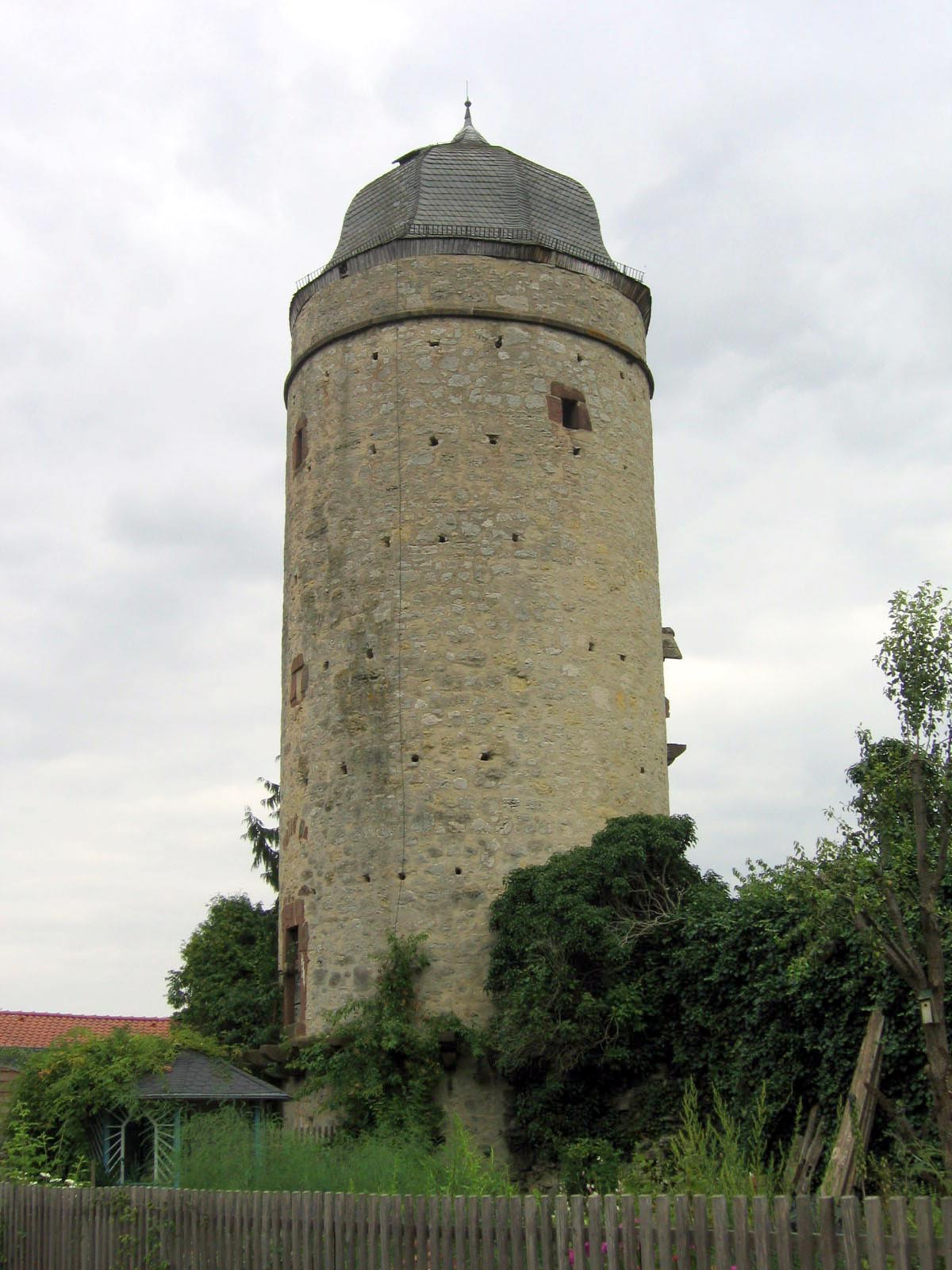
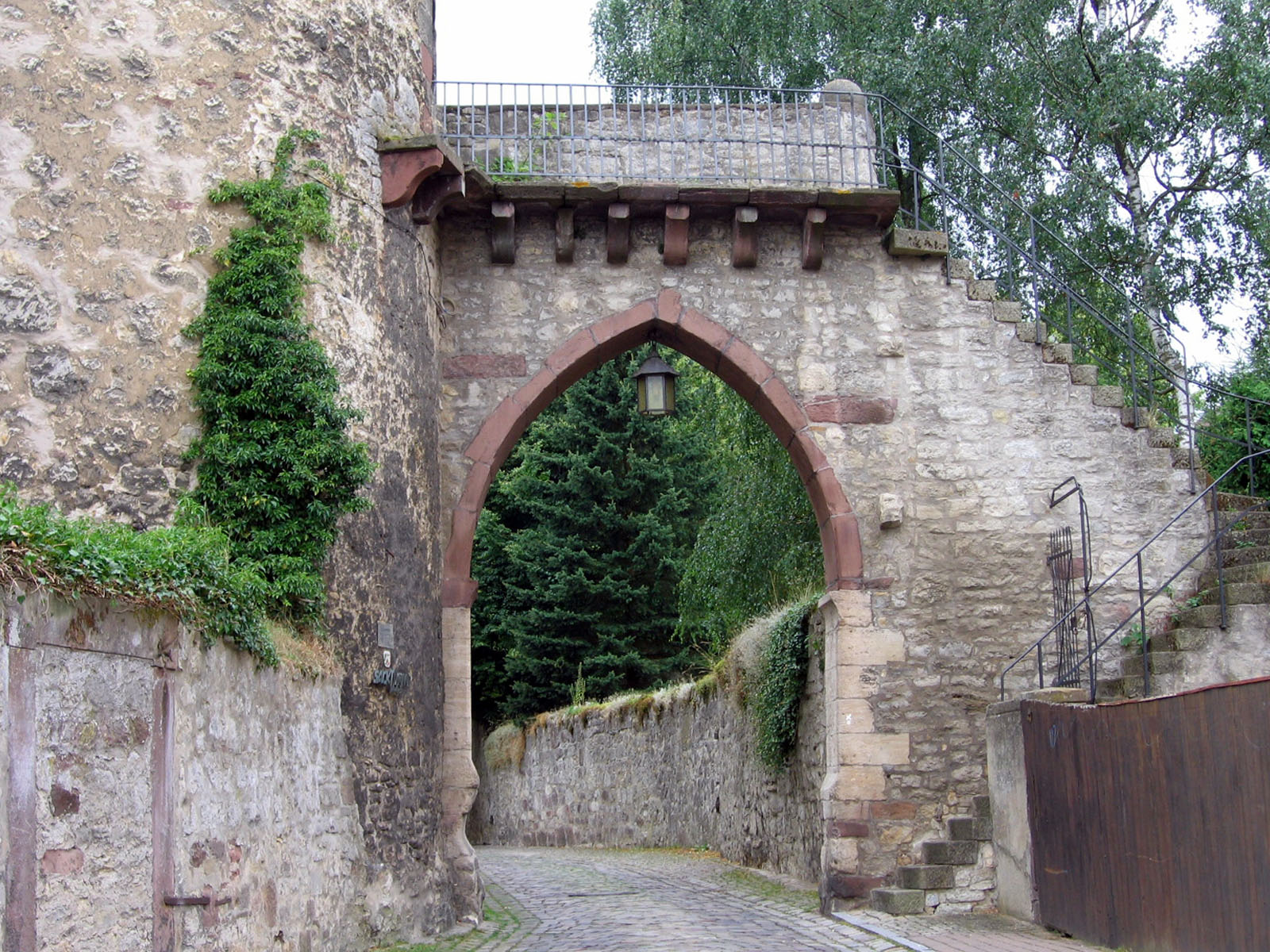
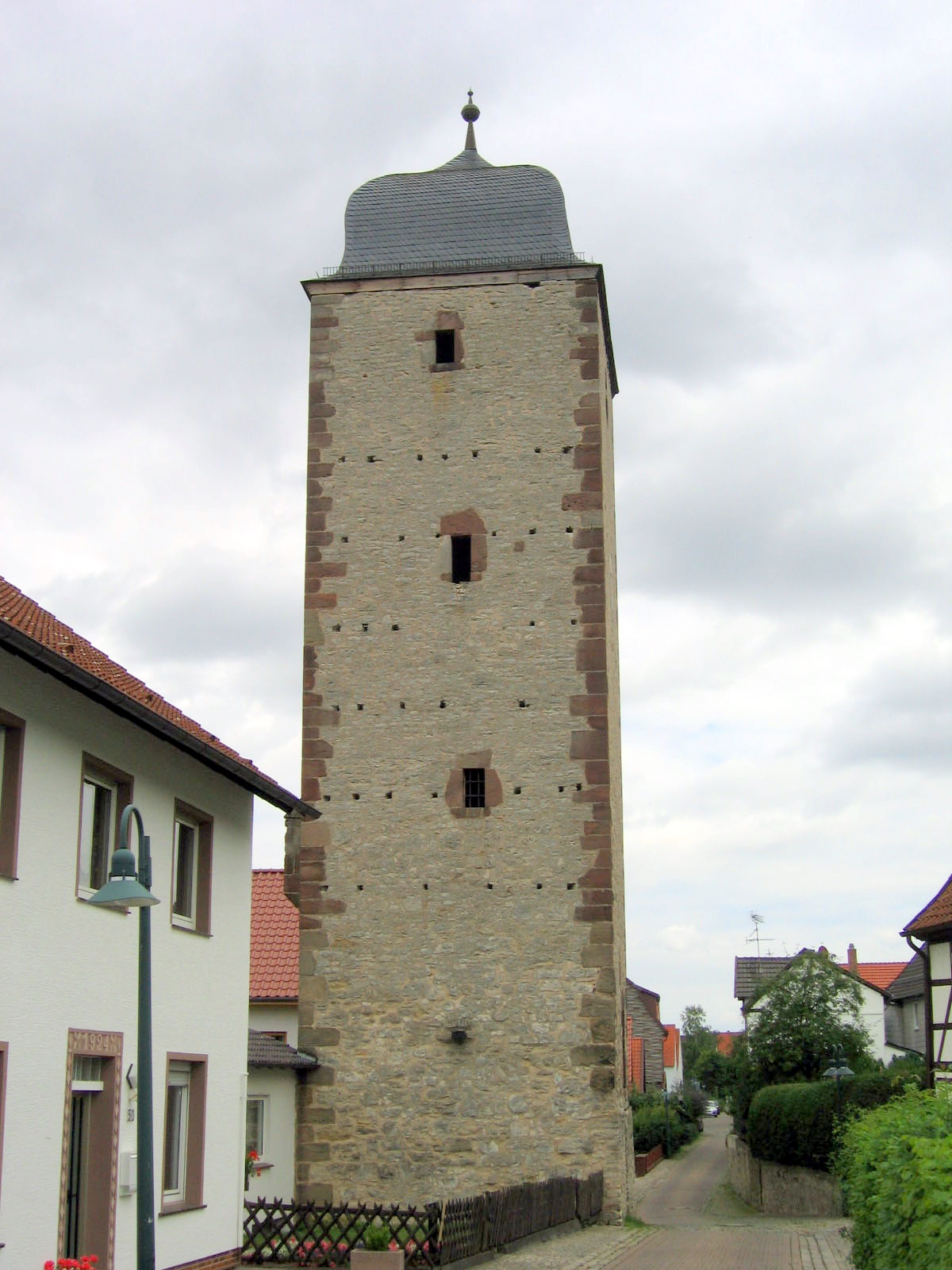
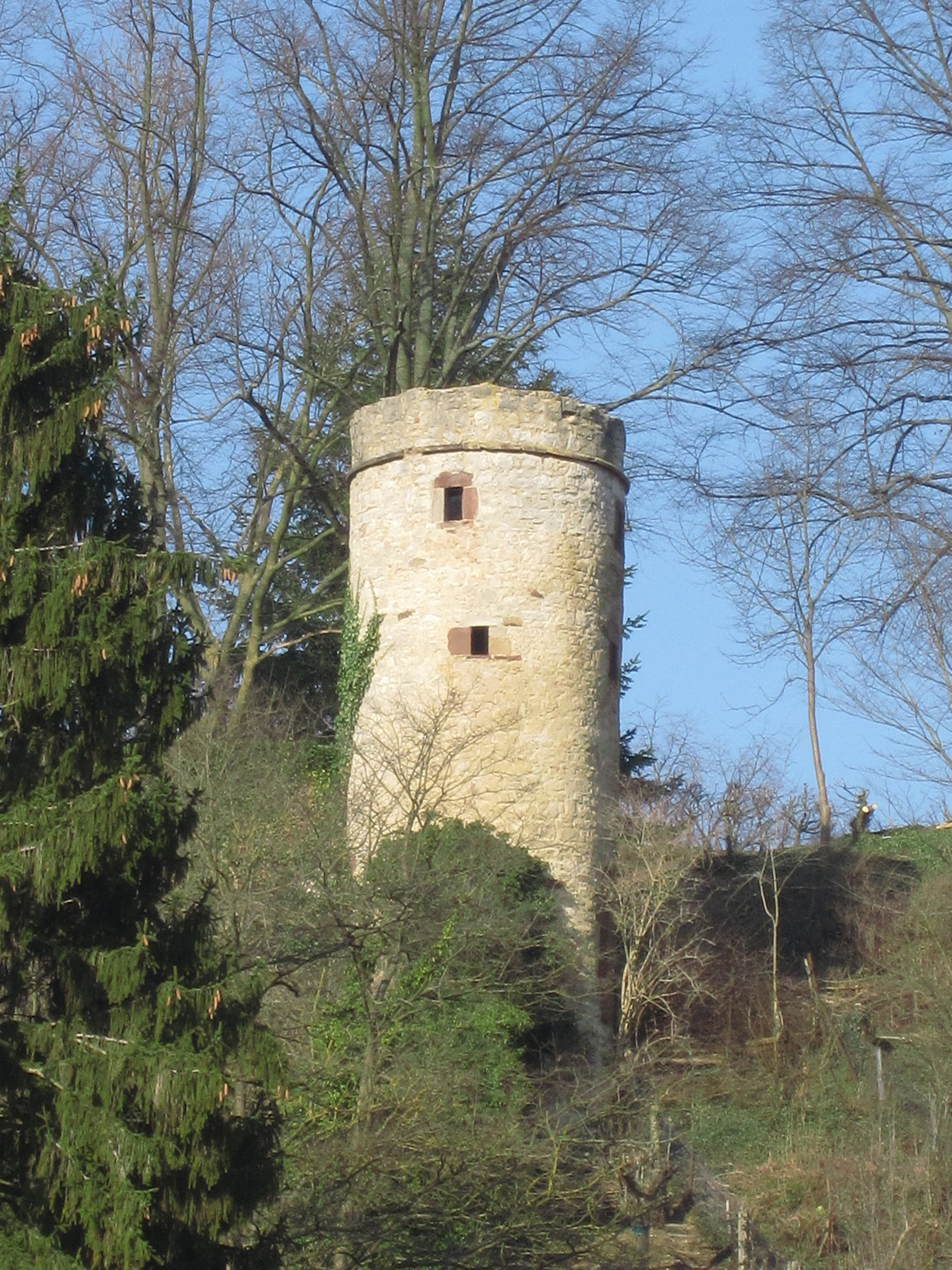
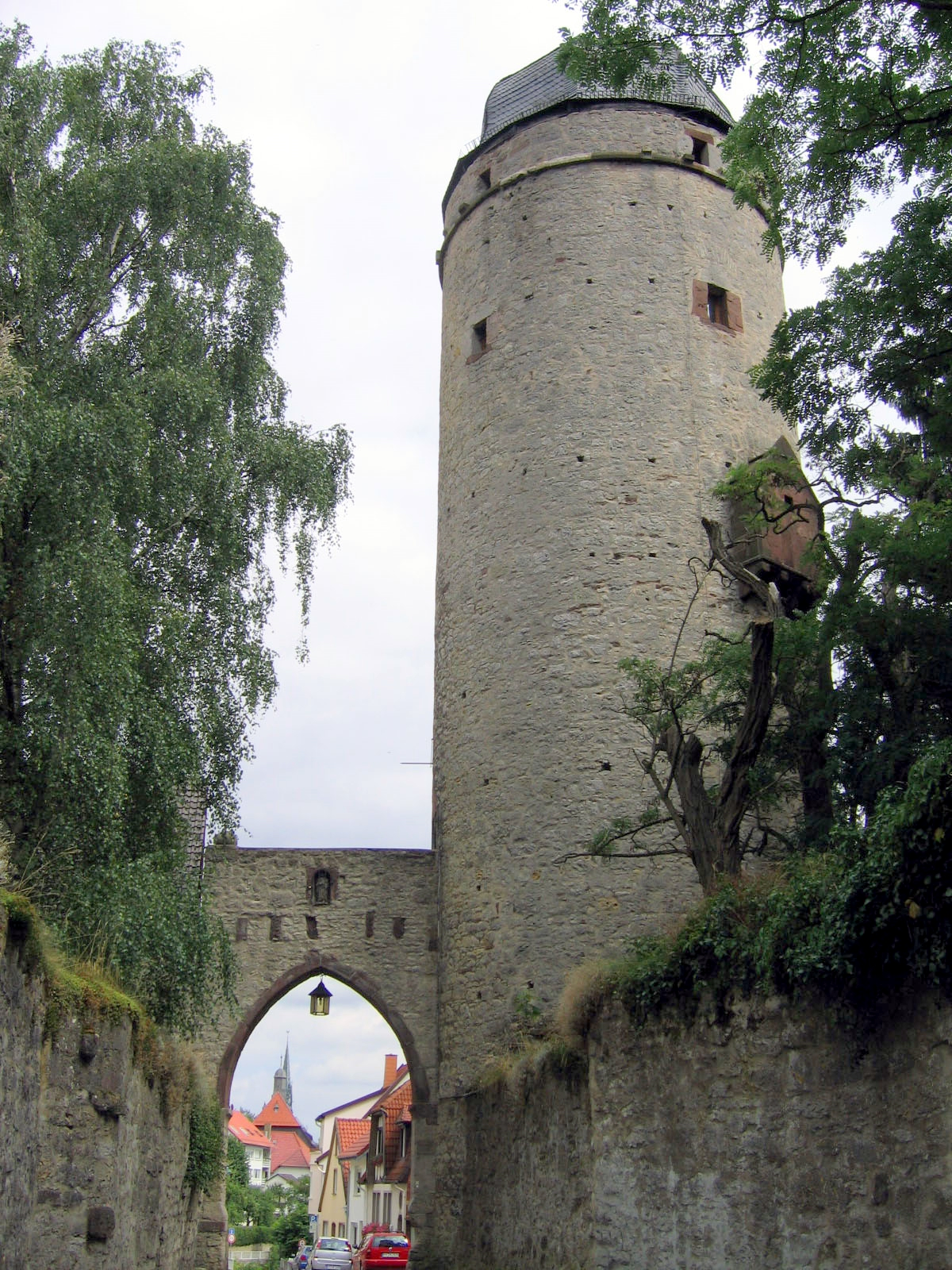
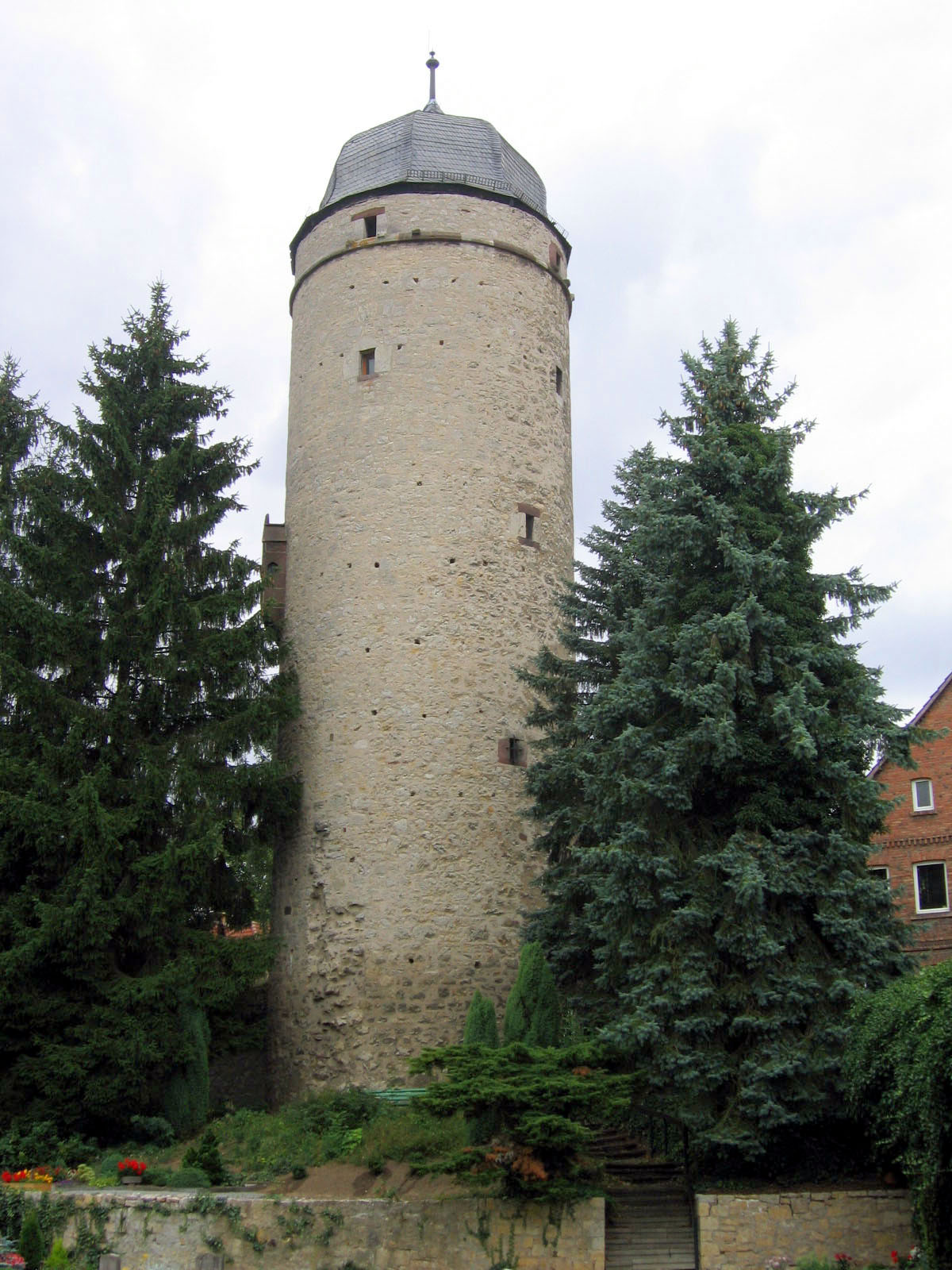

## أعلام
- إغناتز أوربان
- هيرمان أوبينهيم
- لينا هينك
- راينر برينكمان